# Indexi (album, 1977)
Az Indexi együttes második nagylemeze, 1973 és 1976 közötti dalaikból készült válogatáslemez, mely 1977-ben jelent meg a szarajevói Diskoton kiadónál.

## Az album dalai
A oldal
1. Ti si mi bila naj, naj (3:13)
2. Moja Hana (3:14)
3. I tvoje će proći (3:38)
4. Samo su ruže znale (4:21)
5. Putovi (2:47)

B oldal
1. Bacila je sve niz rijeku (4:24)
2. Stani malo zlato moje	(3:11)
3. Pogrešan broj (3:22)
4. Kad se hoće sve se može (2:46)
5. I mi i nas dvoje (4:11)